# Каменка (приток Миасса)
Каменка — река в России, протекает по Шумихинскому району Курганской области. Устье реки находится в 142 км по правому берегу реки Миасс. Длина реки составляет 53 км, площадь водосборного бассейна 1440 км². В деревне Карандашово находится пруд шириной 127 метров.
Высота устья — 97 м над уровнем моря.

## Притоки
- 6,3 км: Кушма (пр)
- Калиновка (пр)
- Падь (пр) — трасса Шумиха-Шадринск
- Векшин Лог (лв)
- Талица (пр) — в с. Малое Дюрягино

## Населённые пункты
- село Малое Дюрягино (Мало-Дюрягинский сельсовет)
- деревня Карандашово (Каменский сельсовет)
- село Каменное (Каменский сельсовет)
- деревня Забродино (Каменский сельсовет)